# Georg Wertheim

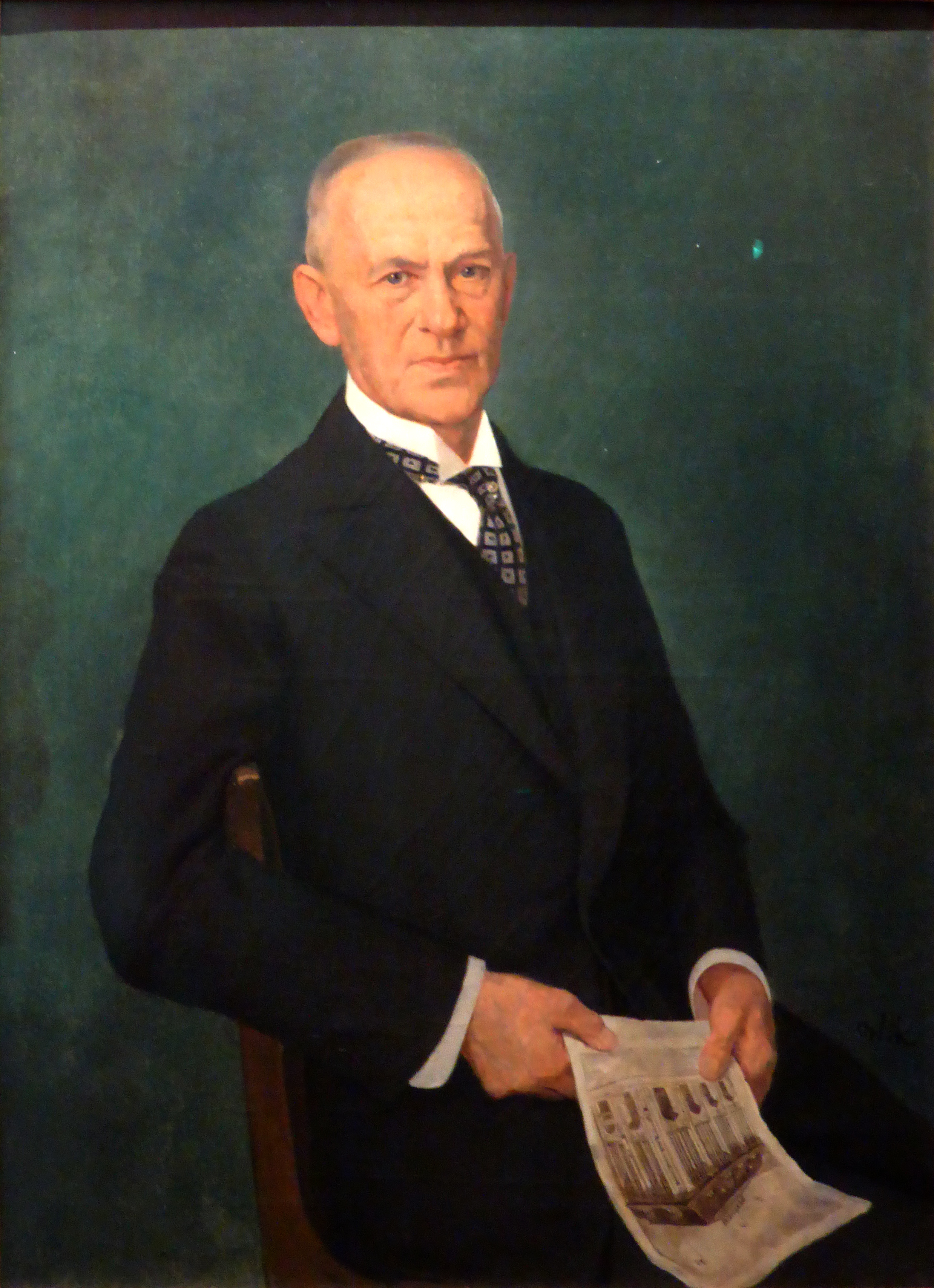
Georg Wertheim (Porträt von Emil Orlik), ca. 1930

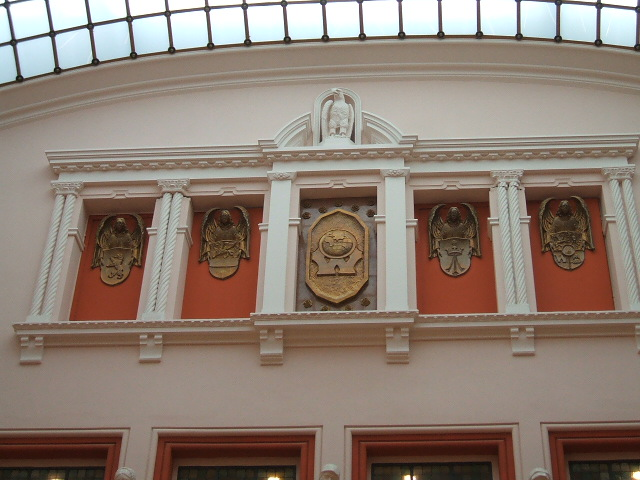
Im ersten Wertheim-Kaufhaus, dem Stammhaus des Unternehmens in Stralsund

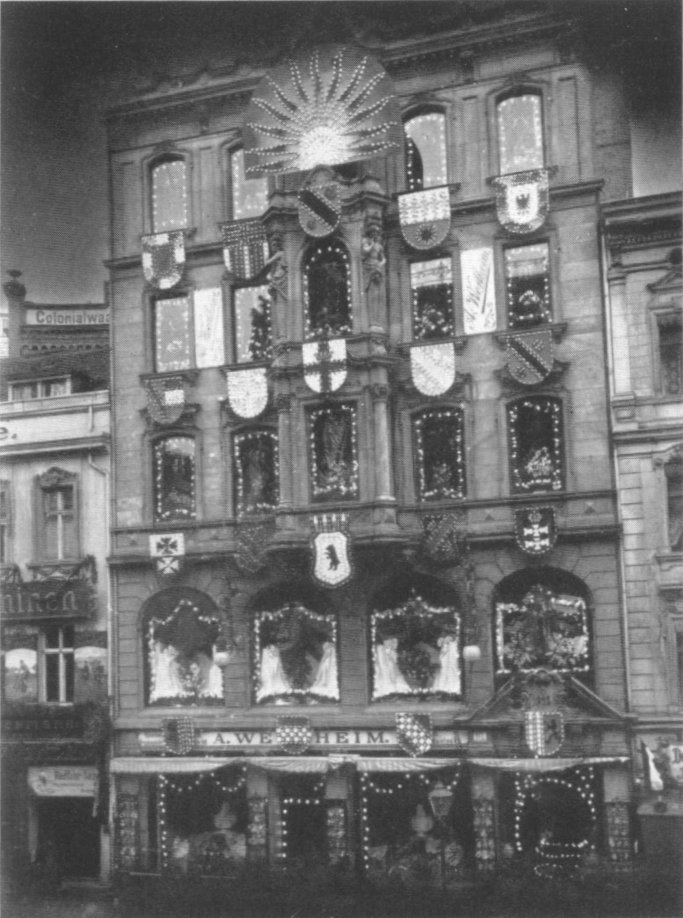
Berliner Stammhaus Abraham Wertheim in der Illumination zur Großjährigkeitserklärung des Kronprinzen am 6. Mai 1900

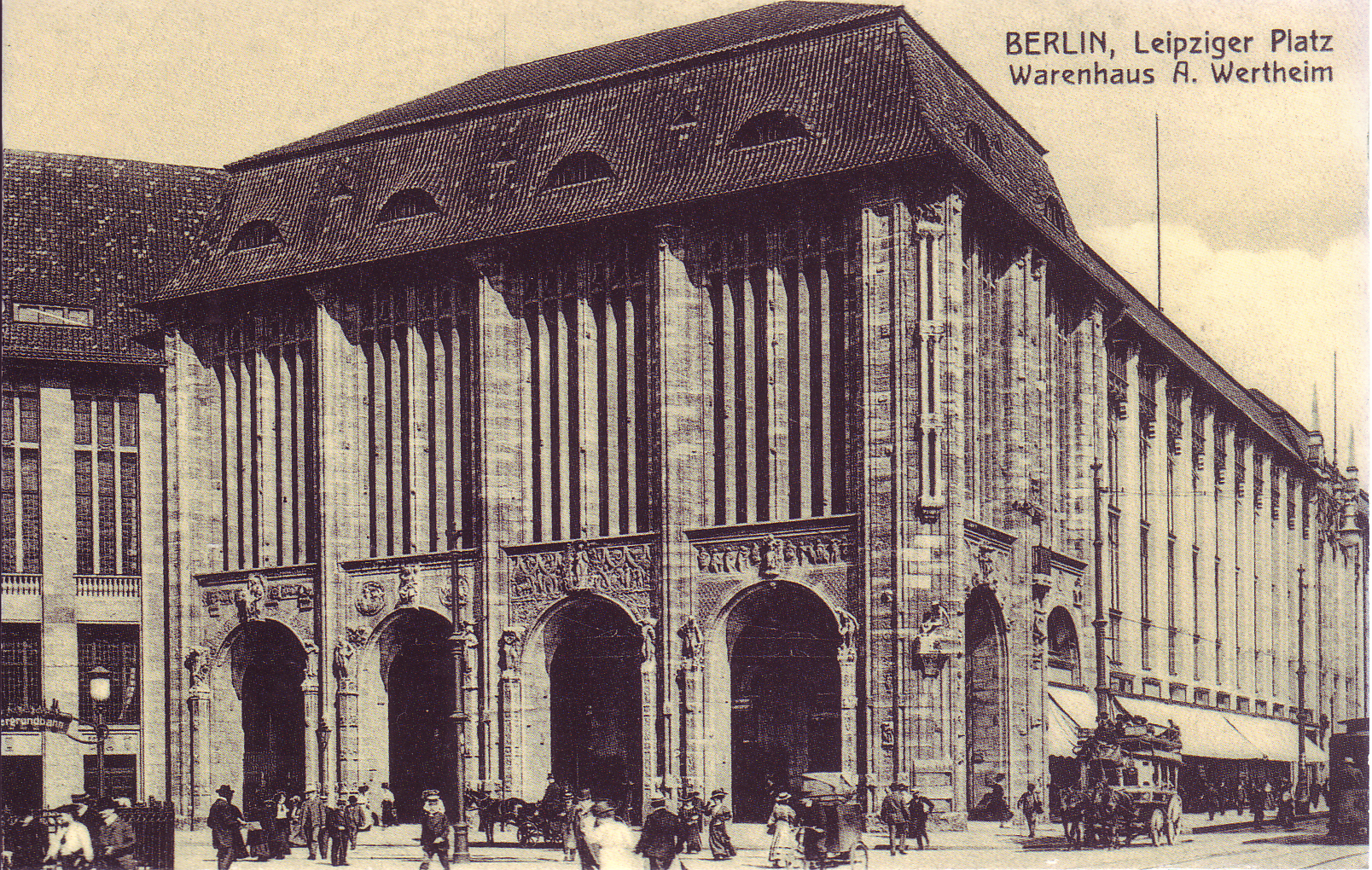
Kaufhaus Wertheim am Leipziger Platz

Georg Wertheim (* 11. Februar 1857 in Stralsund; † 31. Dezember 1939 in Berlin) war ein deutscher Kaufmann und Unternehmer im Textil-Einzelhandel. Er war einer der Gründer des Wertheim-Konzerns.

## Leben und Wirken

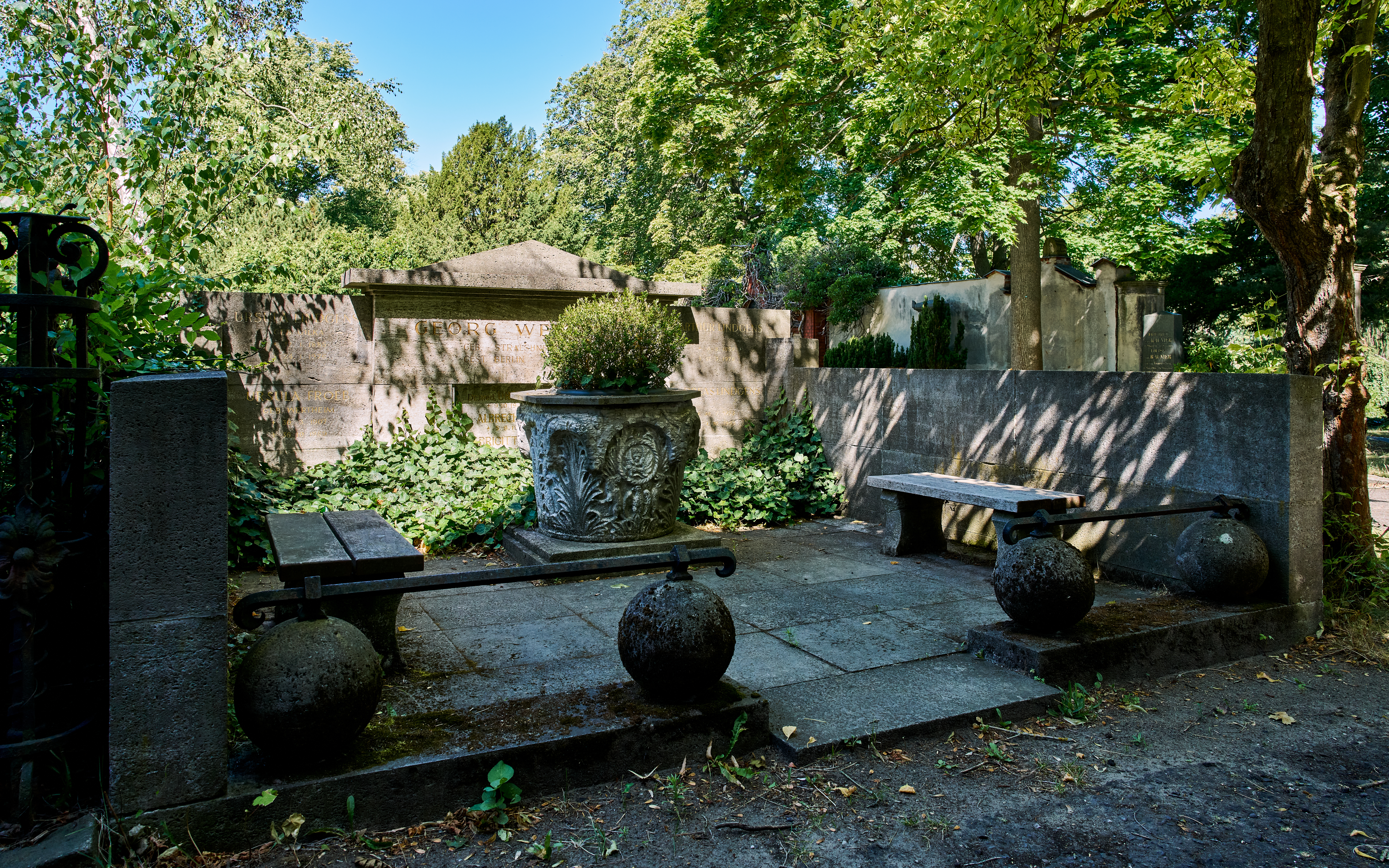
Familiengrab Wertheim auf dem Dreifaltigkeitskirchhof II in Berlin-Kreuzberg

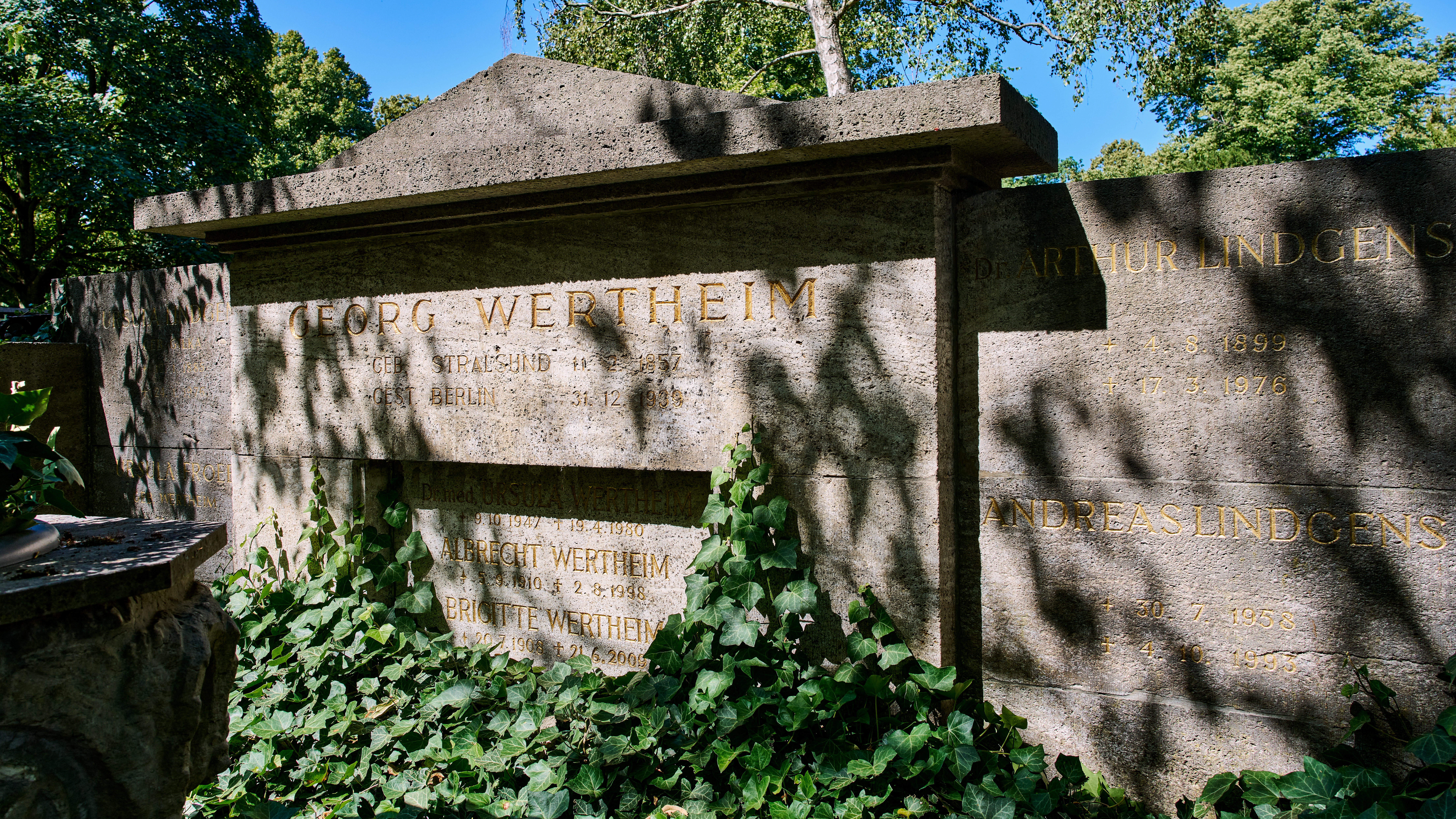
Familiengrab Wertheim auf dem Dreifaltigkeitskirchhof II in Berlin-Kreuzberg

Wertheim wuchs in Stralsund auf. Nach der kaufmännischen Lehre bei Wolff & Apolant übernahm er 1876 zusammen mit seinem Bruder Hugo das 1875 gegründete Stralsunder Ladengeschäft für Kurz- und Posamentierwaren der Eltern Abraham Wertheim (1819–1896) und Ida Wertheim geb. Wolff (1830–1918).
Die beiden Brüder brachten schnell neue Ideen in das Geschäft ein: Kunden bekamen die Möglichkeit zum Umtausch von Waren, die Preise waren nicht mehr verhandelbar aber dafür verlässlich, und verkauft wurde nur gegen Barzahlung. Da er auf bestimmte bislang gängige Kalkulationsposten (Risikoaufschlag, Lagerkosten) verzichtete, konnte er seine Waren günstiger als die Konkurrenz anbieten. Die Konzeption war erfolgreich, er konnte ein größeres Geschäft am Alten Markt in Stralsund eröffnen, und nach der Eröffnung einer Filiale in Rostock wurde 1885 eine erste Niederlassung an der Rosenthaler Straße in Berlin-Mitte gegründet sowie das Angebot um Haushaltwaren erweitert.
Wertheim erkannte schnell die sich wandelnden Anforderungen der wachsenden Metropole Berlin in der Zeit der Industrialisierung und eröffnete 1890 an der Ecke Moritzplatz / Oranienstraße das erste als Warenhaus bezeichnete Handelsgeschäft. Die Verkaufsräume waren großzügiger und ließen eine bessere Warenpräsentation zu, die Waren wurden frei ausgelegt, und größere Stückzahlen erlaubten einen billigeren Verkauf.
Zunehmend zeigten sich jedoch die Beschränkungen, welche die Ladengeschäfte inmitten der Wohnbebauung mit sich brachten: die Räume waren nicht besonders groß und boten dem expandierenden Geschäft kaum Möglichkeiten.
Georg Wertheim hatte sich an der Berliner Kunstakademie in Sonntagskursen fortgebildet und begann nun zusammen mit dem Architekten Alfred Messel ein Gebäude zu konzipieren, das allein dem Verkauf der Waren dienen sollte. 1892 wurde eine Filiale an der Leipziger Straße eröffnet, und 1894 begann der Verkauf in dem als erstes zu diesem Zweck geplanten und gebauten Warenhaus an der Oranienstraße.
Das bekannte Warenhaus Wertheim am Leipziger Platz, dessen erster Bauabschnitt 1896 begonnen und 1897 eröffnet wurde, ging noch einen Schritt weiter. Wertheim wollte der gehobenen Kundschaft, die sich bislang eher von Warenhäusern ferngehalten hatte, alle Wünsche unter einem Dach erfüllen können, und der Neubau am verkehrsreichsten Platz der Stadt wurde bald eröffnet. In den Folgejahren wurde das Gebäude mehrmals umfangreich erweitert. Das Wertheim am Leipziger Platz wurde in einem Atemzug genannt mit Harrods in London und den Galeries Lafayette in Paris. Berühmt war vor allem die große Verkaufshalle mit ihrem gewölbten Glasdach, den mehr als zwanzig Meter hohen Vierkantsäulen und der überlebensgroßen Frauenstatue mit Warenkorb, eine Arbeit des Bildhauers Ludwig Manzel. Auch die Wandgemälde von F. Gehrke – ein antiker Hafen und sein modernes Gegenstück mit dem Dampfer Deutschland – feierten den Handel.
Weitere Neubauten an der Rosenthaler Straße (1903), an der Königsstraße (1911) und wieder am Moritzplatz (1913) folgten. In den 1920er-Jahren finanzierte Wertheim eine Streckenverlegung der neuen U-Bahn-Linie D über den Moritzplatz, um den Kunden einen Zugang direkt vom U-Bahnsteig zu ermöglichen, wie es seinem Konkurrenten Rudolph Karstadt im Kaufhaus am Hermannplatz gelungen war. Der direkte Zugang ließ sich am Ende trotzdem nicht umsetzen.
Im Jahre 1905 wurde Georg Wertheim Protestant und heiratete Ursula Gilka, Enkelin des Likörfabrikanten J. A. Gilka, mit der er zwei Kinder hatte. 1911 erwarb Georg Wertheim Schloss Saßleben, in dem die Familie in den folgenden Jahrzehnten ihre Ferien verbrachte. Um seine Frau vor den Auswirkungen der NS-Rassengesetze zu schützen, ließ sich Georg Wertheim im Dezember 1938 von ihr scheiden und schenkte ihr anschließend das Schloss, womit es den Enteignungsbemühungen der NS-Bürokratie entzogen war. Das Schloss wurde 1945 nach dem Kriegsende durch einen Brand mit ungeklärter Ursache bis auf die Grundmauern zerstört und seine Ruine später abgerissen.
1913 war der Wertheim-Konzern das größte deutsche Unternehmen seiner Art. Der Erfolg rief bald auch Neider auf den Plan, und da die meisten Kauf- und Warenhäuser wie auch Wertheim im Besitz jüdischer Familienunternehmen waren, gab es vielfältige Kampagnen gegen die Warenhäuser. Es wurde ihnen unterstellt, mit falschen Maßen zu arbeiten, minderwertige Waren anzubieten, die Angestellten auszubeuten und die Kunden sittlich zu gefährden. Die Familie Wertheim versuchte, solchen Vorwürfen mit besonderer Qualität und mit Sicherheitsvorkehrungen für ihre Angestellten entgegenzuwirken.
Nach der Machtergreifung der NSDAP im Jahre 1933 wurden die jüdischen Mitglieder der Familie Wertheim dazu genötigt, die Anteile an dem Geschäft zu „arisieren“. Zum 1. Januar 1937 schied Georg Wertheim aus dem Unternehmen aus. Die Firma wurde in Allgemeine Warenhandels-Gesellschaft (AWAG) geändert und das Unternehmen für „deutsch“ erklärt.

## Nachleben
Nach dem Zweiten Weltkrieg wurde die AWAG in der DDR 1949 enteignet, in der Bundesrepublik Deutschland kaufte der Hertie Waren- und Kaufhaus-Konzern 1951 die Mehrheit der Anteile und führte den Betrieb unter dem Namen Wertheim weiter. Die Angehörigen der Familie bekamen eine geringe Entschädigung und gaben alle Ansprüche auf die an Hertie verkauften Aktien auf. 1984 erwarb Hertie den Rest der Wertheim-Aktien.
Lange Zeit war das Warenhaus an der Ecke Schloßstraße / Treitschkestraße in Berlin-Steglitz von großer Bedeutung. In den 1960er-Jahren wurde es stark erweitert, was zur Umstrukturierung eines ganzen Wohnviertels (in Richtung Schildhornstraße) führte. In den folgenden Jahrzehnten entstanden direkt neben dem Warenhaus Wertheim ein großes Karstadt-Warenhaus und mehrere überdachte Einkaufszentren bis zur Ecke Schloßstraße / Bornstraße, wo sich seit langer Zeit bereits ein Warenhaus der Kette Held, später Hertie, befand.
1994 ging auch das einzig verbliebene Warenhaus Wertheim am Kurfürstendamm zusammen mit dem Hertie-Konzern in den Besitz des Unternehmens Karstadt über.
Die Nachkommen der Familie Wertheim leben heute in Deutschland, in den Niederlanden und den USA und haben im Jahr 2003 Klagen gegen Karstadt auf Entschädigung angestrengt. Eine von ihnen betriebene Rückübereignung der in der DDR enteigneten Betriebe und Grundstücke scheiterte 2004 vor Gericht. 2005 wurde eine Klage von KarstadtQuelle zurückgewiesen, eine Entschädigung damit wahrscheinlicher gemacht. Am 30. März 2007 gab der KarstadtQuelle-Konzern bekannt, die Erben der von den Nationalsozialisten enteigneten jüdischen Kaufmannsfamilie Wertheim zu entschädigen. Der Konzern teilte mit, dass mit der Jewish Claims Conference eine außergerichtliche Einigung über 88 Millionen EUR erzielt worden sei.